# Kraśnik
Kraśnik (udtale: [ˈkraɕɲik]) er en by og en kommune (Gmina) i det sydøstlige Polen (i det tidligere Lillepolen). Den ligger i voivodskabet Lublin (Województwo lubelskie) og har 32.593(2021) indbyggere og et areal på	25,29 km². Den er administrationsby i powiat (amt) Kraśnik.

## Beliggenhed
Kraśnik ligger i Lillepolen, blandt bakkerne i Lublin Upland, 49 kilometer sydvest for Lublin. Byen er opdelt i to hoveddele, som ligger nogle få kilometer fra hinanden: Kraśnik Fabryczny og Kraśnik Lubelski (eller Kraśnik Stary, Old Kraśnik). Byen har et areal på 25,28 kvadratkilometer, hvoraf agerjord udgør 45%, og skove 17%.

## Historie
Området Kraśnik blev først bosat i det 13. århundrede, og byen modtog sit bycharter i 1377 af kong Ludvig 1. af Ungarn. På det tidspunkt tilhørte det Sandomierz Voivodeskab, et af to voivodeships i Lillepolen (Lublin Voivodeskab blev oprettet i 1474, ud af dele af Sandomierz Voivodeskab). Den lå på på en travl handelsvej fra Schlesien til Kyiv og tilhørte Kraśnik i det 14. århundrede Gorajski-familien.